# Trương Tuệ Nghi
Trương Tuệ Nghi (tên tiếng Anh: Angie Cheong Wei Yee; sinh ngày 4 tháng 11 năm 1970) là một nữ diễn viên người Hoa gốc Malaysia trong một gia đình kinh doanh trái cây. Cô đã giành chiến thắng Hoa hậu Trung Quốc Malaysia năm 1992 và đến Hồng Kông để dự thi Hoa hậu Quốc tế Trung Quốc năm 1993. Sau đó, cô ký hợp đồng với TVB truyền hình Hồng Kông và trở thành một nữ diễn viên. Cô nổi tiếng với loạt phim như "Tây Du Ký", "Nghĩa nặng tình thâm" "Khử tà diệt ma".

## Sự nghiệp
Trương Tuệ Nghi lọt top 15 Hoa hậu Hoa kiều quốc tế năm 1993. Sau đó, cô trở thành nghệ sĩ hợp đồng của TVB.
Sau khi xảy ra mâu thuẫn với vị hôn phu năm 2003, cô dần rút khỏi làng giải trí, tới năm 2006, cô chính thức chuyển sang làm kinh doanh.

## Đời tư
Trương Tuệ Nghi không lấy chồng. Năm 2007, cô nhận nuôi bé trai mồ côi tên là Trương Hoàng Duy - 張晃維 - Hanson Cheung (sinh năm 2003).

## Phim đã tham gia

### Phim truyền hình (TVB)
●Năm 1993
開心華之里=Mind Our Own Business= Cả nhà cùng vui (Khai tâm hoa chi lý)
●Năm 1994
廉政行動=ICAC Investigators= Đội hành động liêm chính
新重案傳真=Crime and Passion= Phong hoa tuyết nguyệt
阿Sir早晨=Class Of Distinction= Xin chào thầy
包青天之泣血鳳凰=Justice Pao= Bao Thanh Thiên
● Năm 1995
邊緣故事=Hand of Hope
男人四十一頭家=Forty Something= Bốn mươi tuổi đời một mái ấm (Nam nhân tứ thập nhất đầu gia)
刑事偵緝檔案=Detective Investigation Files= Hồ sơ trinh sát - Bạch My
英雄貴姓=Weapons of Power= Anh hùng nặng vai
真情=A Kindred Spirit (1995–1999)= Nghĩa nặng tình thâm (Chân tình)
水餃皇后=To Love With Love= Gởi trọn tình yêu
●Năm 1996
有肥人終成眷屬=In The Name Of Love= Chàng mập nghĩa tình
大刺客之刺馬=The Hitman Chronicles= Đại thích khách
西遊記=Journey to the West = Tây Du Ký - Thi Thi
●Năm 1997
壹號皇庭5=File of Justice 5= Hồ sơ công lý 5
●Năm 1998
聊齋（貳）=Dark Tales 2= Truyền thuyết liêu trai 2 - Trương Vân La, Hoa Cô Tử
西遊記（貳）=Journey to the West 2= Tây du ký 2 - Vạn Yêu Nữ Vương "Mãng Xà Tinh"
掃黃先鋒=Crimes Of Passion= Đội chống tệ nạn
● Năm 1999
金玉滿堂=Happy Ever After= Kim ngọc mãn đường
非常保鑣=Ultra Protection= Vệ sĩ - Thạch Tiểu Ngọc
刑事偵緝檔案IV=Detective Investigation Files IV= Hồ sơ trinh sát 4 - Bà Võ
●Năm 2003
謎情家族=Greed Mask (phát sóng ở nước ngoài năm 2003, phát sóng ở Hồng Kông năm 2006)= Bí mật gia tộc
●Năm 2004
陀槍師姐4=Armed Reaction 4= Lực lượng phản ứng 4
●Năm 2014
女人俱樂部=Never Dance Alone (M club) = Thế giới quý cô (Nữ nhân câu lạc bộ) - Hứa Trân Nhi
●Năm 2018
宮心計2深宮計=Deep in the Realm of Conscience= Cung tâm kế 2 - Thâm cung kế - Lục Bích Vân
●Năm 2019
荷里活有個大老千=I Bet Your Pardon= Tay bịp hollywood
丫鬟大聯盟=Nha hoàn liên minh

### Phim truyền hình (Viu TV)
●Năm 2019
假設性無罪=Me too=Giả thiết vô tội
娛樂風雲=Showman's Show

### Phim truyền hình (ATV)
●Năm 2000
我和殭屍有個約會2=My Date with a Vampire 2= Khử tà diệt ma 2 (Tôi có hẹn với cương thi)
影城大亨=Showbiz Tycoon= Ông trùm điện ảnh

### Phim truyền hình (Đài Loan)
●Năm 2001
新楚留香=The New Adventures of Chor Lau-heung= Tân Sở Lưu Hương
Phim truyền hình (Shaw Brothers Pictures International Limited)
●Năm 2018
守護神之保險調查=Guardian Angel= Thủ hộ thần

### Phim truyền hình (Trung Quốc)
●Năm 2009
愛情完了嗎
●Năm 2010
大城市小浪漫=Big city Little Romance

### Phim điện ảnh
●Năm 1993
水滸笑傳之林沖打鴨=Laughter of Water Margin
●Năm 1996 
去吧！揸Fit人兵團= Once Upon a Time in Triad Society 2= Quạ đen ngoại truyện
奇異檔案=Mystery Files= Hồ sơ bí ẩn
●Năm 1997
超級無敵追女仔=L-O-V-E......Love=Love Cruise
超級無敵追女仔2之狗仔雄心=L-O-V-E......Love=Love Cruise
我對你有感覺=Love: Amoeba Style
●Năm 1998
愛在娛樂圈的日子=Love & Sex of the Eastern Hollywood
強姦3OL誘惑=Raped By An Angel 3: Sexual Fantasy Of The Chief Executive= Thiên Thần Sa Đọa 3: Ảo Mộng Của Giám Đốc
龍在江湖=A True Mob Story= Long tại giang hồ
偉哥的故事= Mr. Wai-Go
●Năm 1999
民間故事之蛇界= World Of Devil Snake
賭俠1999=The Conman= Vua bịp 99
原始武器= Body Weapon= Vũ khí thể xác (Nguyên thủy vũ khí)
●Năm 2000
山村老屍II之色之惡鬼= A Wicked Ghost II: The Fear= Lời Nguyền Ma Xó 2
陰陽路12之美容屍=Troublesome Night 12= Âm dương lộ 7
以眼還眼=An Eye for an Eye
變態殺人狂=Homicidal Maniac
●Năm 2001
有情飲水飽=Love Me, Love My Money= Giá trị tình yêu
●Năm 2002
七月七日回魂夜
獸性新人類之艷星劫
●Năm 2003
罪惡先鋒=The Reporter
水滸笑傳之黑店尋寶=Laughter of Water Margin
The Prince of Storm
●Năm 2004
血胎換骨= Blood of the Shaman
決不開槍
精裝追女仔=Love Is a Many Stupid Thing= Đam mê tình ái
一封沒有寄出的信
男人三部曲
●Năm 2006
殘酷拳霸= Kung Fu From Latln Dance
莫負青春
●Năm 2009
藍月戀曲= Blue moon story
●Năm 2015
陀地驅魔人=Keeper of Darkness
●Năm 2017
我們的6E班=Our day in 6E